# Giovanbattista Venditti
Giovanbattista Venditti (Avezzano, 27 marzo 1990) è un ex rugbista a 15 italiano, di ruolo tre quarti ala.

## Biografia
Venditti crebbe rugbisticamente nell'Avezzano, club della sua città natale, per poi trasferirsi nel 2006 a Roma nella Capitolina con la quale conquistò due campionati Under-19.
Ammesso a frequentare l'Accademia Federale FIR di Tirrenia, nel 2009 firmò un contratto professionistico con il GRAN Parma; in quell'anno fu anche recordman di mete al campionato del mondo Under-20 e, più tardi, fu convocato dal C.T. della nazionale italiana Nick Mallett per i test autunnali contro Nuova Zelanda, Sudafrica e Samoa, anche se non fu utilizzato in campo.
Dichiarato atleta di interesse nazionale, per la stagione 2010-11 fu ingaggiato dagli Aironi, franchise italiana in Celtic League.
L'esordio in nazionale giunse il 4 febbraio 2012, giornata inaugurale del Sei Nazioni, a Saint-Denis contro la Francia.
Dopo la revoca della licenza di Celtic League agli Aironi da parte della Federazione Italiana Rugby e la nascita di una nuova franchise che ne prese il posto nella competizione interconfederale, le Zebre, Venditti entrò in tale nuova formazione.
A maggio 2015 il club inglese Newcastle annunciò l'ingaggio di Venditti per due stagioni fino al 2017, ma dopo un solo anno il giocatore tornò in Italia alle Zebre.
Nel 2017, contro l'Australia a Brisbane, disputò il suo ultimo incontro internazionale per l'Italia; il nuovo C.T. Conor O'Shea, che pure nel suo primo anno lo aveva schierato, in occasione dei test match di fine anno decise di fare a meno di alcuni giocatori delle gestioni precedenti, tra cui lo stesso Venditti; tra gli episodi più rilevanti di Venditti in maglia azzurra figura la meta al Sudafrica che nel novembre 2016 contribuì alla prima vittoria di sempre dell'Italia contro una delle tre grandi nazionali dell'Emisfero Sud.
Da marzo 2017 Venditti è dottore in scienze della nutrizione, laurea conseguita all'università San Raffaele di Roma.
Pochi mesi dopo la laurea, durante il tour in Australia, chiuse la sua carriera internazionale.
Il 12 dicembre 2019 Venditti e le Zebre rescissero di comune accordo il contratto che legava il giocatore al club; dopo un primo proposito di abbandono dell'attività, annunciò altresì il ritorno nei dilettanti a febbraio 2020, nelle file del suo club originario, l'Avezzano, militante in serie B.